# Bóbitás lármáskuvik
A bóbitás lármáskuvik (Megascops sanctaecatarinae) a madarak (Aves) osztályának bagolyalakúak (Strigiformes) rendjéhez, ezen belül a bagolyfélék (Strigidae) családjához tartozó faj.

## Rendszerezése
A fajt Osbert Salvin angol ornitológus írta le 1897-ben, a Scops nembe Scops sanctaecatarinae néven. Sorolták az Otus nembe Otus sanctaecatarinae néven is.

## Előfordulása
Dél-Amerikában, Argentína és Brazília területén honos. Természetes élőhelyei a szubtrópusi és trópusi száraz erdők, füves puszták és cserjések, valamint legelők és vidéki kertek. Állandó, nem vonuló faj.

## Megjelenése
Testhossza 27 centiméter, testtömege 155-211 gramm.

## Természetvédelmi helyzete
Az elterjedési területe nagyon nagy, egyedszáma ugyan csökken, de még nem éri el a kritikus szintet. A Természetvédelmi Világszövetség Vörös listáján nem fenyegetett fajként szerepel.